# Крістіна Шмідлова
Крістіна Шмідлова (словац. Kristína Schmiedlová; нар. 6 серпня 1997) — колишня словацька тенісистка.
Найвищу одиночну позицію світового рейтингу — 412 місце досягла 13 липня 2015, парну — 507 місце — 25 квітня 2016 року.
Здобула 2 одиночні титули туру ITF.

## Фінали ITF

### Одиночний розряд: 6 (2–4)
| Легенда          |
| ---------------- |
| Турніри $100,000 |
| Турніри $75,000  |
| Турніри $50,000  |
| Турніри $25,000  |
| Турніри $10,000  |

| Фінали за покриттям |
| ------------------- |
| Тверде (1–1)        |
| Ґрунт (1–3)         |
| Трава (0–0)         |
| Килим (0–0)         |

| Результат | Ранг | Дата              | Турнір                      | Покриття   | Суперниця         | Рахунок  |
| --------- | ---- | ----------------- | --------------------------- | ---------- | ----------------- | -------- |
| Поразка   | 1.   | 10 листопада 2014 | ITF Анталія, Туреччина      | Ґрунт      | Nina Alibalić     | 3–6, 0–6 |
| Перемога  | 1.   | 17 листопада 2014 | ITF Анталія, Туреччина      | Ґрунт      | Ірина Бара        | 6–3, 6–2 |
| Перемога  | 2.   | 23 лютого 2015    | ITF Порт-ель-Кантауї, Туніс | Тверде     | Тереза Малікова   | 7–5, 6–2 |
| Поразка   | 2.   | 25 травня 2015    | ITF Градо, Італія           | Ґрунт      | Катажина Пітер    | 3–6, 0–6 |
| Поразка   | 3.   | 29 серпня 2016    | ITF Санкт-Пельтен, Австрія  | Ґрунт      | Ленка Юрикова     | 2–6, 4–6 |
| Поразка   | 4.   | 31 жовтня 2016    | ITF Стокгольм, Швеція       | Тверде (i) | Ізабелла Шинікова | 2–6, 4–6 |

### Парний розряд: 1 (0–1)
| Легенда          |
| ---------------- |
| Турніри $100,000 |
| Турніри $75,000  |
| Турніри $50,000  |
| Турніри $25,000  |
| Турніри $10,000  |

| Фінали за покриттям |
| ------------------- |
| Тверде (0–0)        |
| Ґрунт (0–1)         |
| Трава (0–0)         |
| Килим (0–0)         |

| Результат | Ранг | Дата           | Турнір           | Покриття | Партнерка   | Суперниці                           | Рахунок          |
| --------- | ---- | -------------- | ---------------- | -------- | ----------- | ----------------------------------- | ---------------- |
| Поразка   | 1.   | 11 квітня 2016 | ITF Пула, Італія | Ґрунт    | Ванда Лукач | Аліче Балдуччі Olga Parres Azcoitia | 6–3, 2–6, [6–10] |

## Юніорські фінали турнірів Великого шолома

### Girls' singles
| Результат | Рік  | Турнір               | Покриття | Суперниця       | Рахунок       |
| --------- | ---- | -------------------- | -------- | --------------- | ------------- |
| Поразка   | 2014 | Вімблдонський турнір | Трава    | Олена Остапенко | 6–2, 3–6, 0–6 |